# Hugo Zöller
Hugo Zöller (12 de janeiro de 1852 em Oberhausen junto a Schleiden/Eifel – 1933 em Munique) foi um jornalista e explorador da Alemanha. 
Zöller estudou direito e viajou pela região do Mar Mediterrâneo. Em 1874 começou a trabalhar como jornalista do Kölnische Zeitung.
Em 1879 Zöller iniciou suas viagens pelo mundo, o que resultou no livro Rund um die Erde (Köln 1881). Em 1881 e 1882 ele pela América do Sul, publicando Die Deutschen im brasilianischen Urwald (Stuttgart 1883) e Pampas und Anden (Stuttgart 1884).
Excerto do livro sobre as colônias alemãs do Brasil meridional, Die Deutschen im brasilianischen Urwald (Stuttgart 1883): 
Os primeiros colonos na cinta de florestas do Rio Grande do Sul, assim como na província Santa Catarina, vieram de todas as regiões da Alemanha, em particular porém do Hunsrück, do Mosela (os assim-chamados suábios da Mosela) e da Pomerânea, Correspondentemente, os dialetos se misturaram; apenas em raros casos ouve-se realmente alemão-baixo, em geral domina um alto-alemão deturpado, que contém numerosas palavras germanizadas de origem portuguesa. (...) (op.cit. 166) 
Ele também viajou pelo Egito produzindo reportagens sobre a campanha britânica naquela região. Subsequentemente ele também viajou por outras partes do oeste do continente africano.